# Hasemania nana
Espèce
Synonymes
- Hasemania marginata Meinken, 1938[1]
- Hemigrammus nanus (Lütken, 1875)[1]
- Hemmigramus nanus (misspelling)[1]
- Tetragonopterus nanus Lütken, 1875[1]

Hasemania nana, communément appelé Tétra cuivré, est un petit poisson d'eau douce tropicale de la famille des Characidés. Originaire du Brésil, l'espèce est appréciée en aquariophilie.

## Description de l'espèce

### Morphologie
Hasemania nana mesure 40 à 50 mm. Son corps est allongé et très comprimé latéralement. Sa couleur dominante est le jaune brillant tirant sur le cuivré. La nageoire adipeuse, caractéristique des characidés, est le plus souvent absente ou très réduite.
L'espèce présente un léger dimorphisme sexuel : les mâles sont plus sveltes et leurs couleurs sont plus vives. Les femelles ont le ventre plus rebondi et sont plus pâles.

### Comportement et reproduction
Hasemania nana est un poisson très sociable vivant en banc. Il peut être intimidé par la présence de poissons plus gros que lui.
Ce poisson est omnivore et ovipare.

### Habitat d'origine
Il est originaire du sud du Brésil où on le trouve à l'état sauvage. Il est endémique des rivières du rio São Francisco et du rio Purus. Il vit en bancs dans des eaux peu profondes. Dans ce milieu, la composition physico-chimique de l'eau varie beaucoup suivant les saisons. Durant la saison des pluies, l'eau est boueuse et acidifiée à cause du ruissellement et des orages.

## Maintenance en captivité
| Origine         | Brésil              | Eau           | Eau douce |
| Dureté de l'eau | °GH                 | pH            | 6,2 à 7,5 |
| Température     | 22 à 28 °C          | Volume mini.  | 50 l      |
| Alimentation    | Omnivore            | Taille adulte | env. 5 cm |
| Reproduction    | Ovipare             | Zone occupée  | Milieu    |
| Sociabilité     | Paisible, en groupe | Difficulté    | Facile    |

En aquarium, Hasemania nana est un poisson très sociable, vivant en groupe, et qui apprécie la compagnie d'autres poissons calmes tels que le Néons cardinalis (Paracheirodon axelrodi). Il faut le maintenir au minimum dans un bac de 50 litres en comptant une densité de population de six individus pour 50 litres. Un décor sombre et abondamment planté fait ressortir ses couleurs. Cependant, un grand espace libre doit lui permettre d'évoluer.
Pour des conditions de maintenance optimale, l'eau doit être douce et vieillie avec une dureté inférieure à 10°TH et un pH compris entre 6,2 et 7,5. Enfin, la température peut varier entre 22 °C et 28 °C. Éviter d'introduire le Tétra cuivré en premier dans l'aquarium, car les mâles de cette espèce risqueront d'être agressifs envers les femelles et par la suite avec les autres poissons de l'aquarium. Il est donc conseiller d'avoir des poissons aussi gros voire plus gros que cette espèce dans son aquarium pour éviter qu'ils abîment les autres poissons.

### Élevage
Omnivore, ce poisson accepte tous les types de nourritures, artémias ou flocons.
La reproduction risque de voir les parents manger leurs œufs. Dès que les alevins nagent librement, il faut les nourrir avec des rotifères puis avec des larves d'artémias.